# 결합가
언어학에서 결합가(結合價, valency 혹은 valence)는 결합값, 논항가(論項價), 자릿수라고도 한다. 하나의 서술어(predicate)가 필수적으로 동반하는 논항(argument)의 수와 유형이다. 서술어가 되는 것은 내용어(content word)에 속하는 동사들이다. 결합가는 하위범주화(subcategorization)와 타동성(transitivity)과 관련되어 있지만 정확히 일치하지는 않는다. 하위범주화와 타동성은 목적어(object) 논항만을 계산하지만, 결합가는 주어(subject)를 포함한 모든 논항을 계산한다. 결합가의 의미는 화학에서의 원자가(valence)에서 유래한 것이다. 1897년 찰스 샌더스 피어스(Charles Sanders Peirce)의 에세이 『관계사의 논리(The Logic of Relatives)』에서 처음 원자가 개념을 빌어와 언어학에 사용하였다. 그리고 1940년에서 50년대에 이르러 많은 언어학자들의 저작에서 사용하게 되었다. 뤼시앵 테스니에르(Lucien Tesnière) 언어학에서 결합가 기념을 수립한 것으로 전해지고 있다. 앨러튼(Allerton)은 1982년 저작에서 영어 동사의 결합가 개념에 대한 권한을 갖게 되었다. 앨러튼은 의미적 결합가(semantic valency)와 통사적 결합가(syntactic valency)를 구분지었다.

## 유형
영어의 결합가 유형은 다음 몇 가지 있다.
1. 비인칭동사(impersonal) : 무가(avalent) 예 : it rains
2. 자동사(intransitive) : 단일가(monovalent/monadic) 예 : she sleeps
3. 타동사(transitive) : 이중가(divalent/dyadic) 예 : she kicks the ball
4. 이중타동사(ditransitive) : 삼중가(trivalent/triadic) 예 : she gave him a book
5. 삼중타동사(tritransitive) : 사중가(quadrivalent/quadradic) 예 : I bet her a dollar on a horse

- 비인칭동사(impersonal verb)는 한정주어(determinate subject)가 없다. 예 : It rains. ('it'은 형식상 동사의 주어이는 하지만,   가주어(dummy subject), 즉 통사적 플레이스홀더(syntactic placeholder)에 불과하다. 구체적인 지시물(referent)이 없다. 다른 주어가 'it'를 대체해 올 수 없다. 다른 언어에서는 주어가 아예 없는 경우도 있다. It rains 문장을 스페인어로 번역하면 동사 단 하나만 있는 Llueve로 표현한다.)
- 자동사(intransitive verb)는 하나의 논항을 가진다. 예 : He1 sleeps.
- 타동사(transitive verb)는 두 개의 논항을 가진다. 예 : He1 kicked the ball2.
- 이중타동사(ditransitive verb)는 세 개의 논항을 가진다. 예 : He1 gave her2 a flower3.
- 삼중타동사(tritransitive verb) : 네 개의 논항을 가진다. 'bet'은 네 개의 논항을 가진다고 본다.
  - I1 bet him2 five quid3 on ”The Daily Arabian”4
  - I1 bet you2 two dollars3 it will rain4.

그러나 마지막 예시는 I1 bet you2 two dollars3라고 해도 비문법에 해당하지 않는다. 따라서 'bet'는 진짜 삼중타동사라고 보지 않는다. 즉 it will rain 부분은 부가어(adjunct)이지 논항(argument)이 아니다. 형태학적으로 논항을 표시하는 언어들은 실제 삼중타동사가 있을 수 있다. 예를 들어 아바자어(Abaza language)의 이중타동사의 사역형의 경우, 문장 하나에 네 개의 논항이 있다. 영어로 예를 들어, "He couldn't make them give it back to her"라는 영어 문장에 해당하는 아바자어의 문장은 동사에 대명접두사(pronominal prefixe)를 붙여 논항을 구분한다.: p. 57
또한 valence라는 말은 이러한 요소들의 통사적 품사(syntactic category)에 해당한다. 이 경우, 동사들은 상당한 다양성을 보인다. 위의 예시에서 논항들은 명사구(noun phrase, NP)이지만, 많은 경우에 논항은 다른 품사(category)에 속한다. 예를 들면 다음과 같다.
Winning the prize made our training worthwhile.
상을 탄 것은 우리의 훈련을 가치있게 하였다.
– 주어가 준동사구(nonfinite verb phrase)이다.
That he came late did not surprise us.
그가 늦게 왔다는 것은 우리를 놀래키지 않았다.
– 주어가 하나의 절(clause)이다.
Sam persuaded us to contribute to the cause.
샘은 그 명분에 기여하도록 우리를 설득하였다.
– 목적어가 준동사구이다.
The president mentioned that she would veto this bill.
대통령은 그녀가 이 법안에 반대할 것이라고 언급하였다.
– 목적어가 하나의 절이다.
이런 패턴 대부분은 위에 보인 것들과 다른 형태로 나타날 수 있다. 예를 들어 위의 예문들은 다음과 같이 수동태(passive voice)로도 표현될 수 있다.
Our training was made worthwhile (by winning the prize).
We were not surprised (by the fact that he came late).
We were persuaded to contribute (by Sam).
That she would veto this bill was mentioned (by the president).
이 사례들은 영어에서 흔한 결합가 패턴 중 일부이지만, 이러한 패턴들을 전부 언급하지는 않는다. 다른 언어학자들은 3,000개의 동사를 조사하여 이들을 여러 그룹으로 나누었다.
동사는 문법적으로 잘 구성된 문장에서는 필요한 논항 전체를 써야 하나, 결합가 감축이나 확장도 있다. 'eat'은 보통 이중가여서 he eats an apple로 쓰지만, 단일가로 사용하여 he eats로도 쓰인다. 이는 결합가 감축(valency reduction)이라고 한다. 미국 동남부 지역에서는 어세를 강조하고자 'eat'를 삼중가로 사용, I'll eat myself some supper라고도 사용한다. 'sleep'과 같은 경우 항상 단일가로 사용해야 하며 직접목적어(direct object)를 취할 수 없다. 그러나 일부 경우 'sleep'의 결합가를 확장하여 He sleeps the sleep of death.라고도 사용한다. 이를 결합가 확장(valency expansion)이라고 한다. 동사의 결합가는 통사적 기준과 의미적 기준을 가르는 기준이 되기도 한다. 통사적 결합가(syntactic valency)는 동사가 가질 수 있는 의존 논항(dependent argument)의 개수와 유형을 말한다. 반면, 의미적 결합가(semantic valence)는 동사와 관련된 의미 관계(thematic relation)을 말한다.

## 하위범주화와의 비교
테스니에르는 1959년 저작에서 다음과 같이 결합가를 번역하였다.
따라서 동사는 서로 연결된 원자(atom)에 비할 수 있다. 다소의 행위항(actant)은 견인(attraction, 가까이 있는 말에 끌려 주변의 동사나 관계대명사 등의 인칭•격•수에 변화가 발생하는 것) 작용을 발휘하기 쉽다. 이런 행위항에서, 동사는 행위항을 종속부분(dependent)으로 유지하는 연결을 갖는다. 동사가 갖는 연결의 수는 동사의 결합가(valence)라고 부를 것들로 구성된다.

현재는 논항(arugument) 혹은 보충어(complement)라고 부르는 것을 테스니에르는 행위항(actants)이라고 지칭하였다. 테스니에르가 말하는 결합사는 주어가 동사의 행위항(즉 논항 혹은 보충어)이며, 목적어 역시 마찬가지이다. 하위범주화(subcategorization)의 개념은 결합가와 관련 있지만, 테스니에르가 고안한 의존 문법(dependency grammar)보다 구구조문법(phrase structure grammar)과 더 관련 있는 것으로, 원래는 주어를 하위구조화틀의 한 부분으로 보지 않았다. 그러나 하위범주화의 근대적 이해는 결합가와 거의 같다고  본다.

## 결합가 변화
대부분의 언어에서는 동사의 결합가를 바꾸는 방식이 있다. 결합가를 줄이는 방식과 늘리는 방식이 그것이다.:72
이 항목에 있어, S, A, P라는 라벨이 사용될 예정이다. 형태통사적 정렬(morphosyntactic alignment) 이론에서 가져온 이름을 흔히 사용하는데, 이 이름은 한 동사의 논항에 주어진다. S는 자동사의 주어(subject), A는 타동사의 주어, 즉 행위자refers to the 행위자(agent), P는 타동사의 목적어, 즉 피동작주(patient)이다. 피동작주는 경험자(undergoer)라고도 한다.
하나의 동사에는 여러 핵심 논항(core argument)들이 있다.
- Lydia (S) is sleeping.
- Don (A) is cooking dinner (P).

비핵심 논항(non-core argument) 혹은 주변 논항(peripheral argument)은 사격(斜格, oblique)이라고 하며 보통 선택적이다.
- Lydia is sleeping on the couch.
- Don is cooking dinner for his mom.

### 결합가 감축
결함가 감축은 논항의 지위를 핵심에서 사격으로 바꾸는 것이다. 수동태와 역수동태(antipassive voice)는 결합가 감축 장치이다.:72 이러한 파생은 대부분 타동사절에 적용된다. 타동사절에는 A와 P가 있기에, 결합가 감축에는 두 가지가 있다.
1. A는 핵심논항에서 빠지고 사격이 된다. 그러면 핵심논항은 하나가 되기 때문에 자동사절이 된다. 원래 P였던 것은 S가 된다. 이는 정확히 수동태에 해당한다.:73 이러한 구조의 의미론은 원래 P였던 것을 강조하고 원래 A였던 것을 격하하며, A를 언급하는 것을 피하고 P에 집중하거나 활동의 결과물에 집중하는데 사용한다.:474
(a) Don (A) is cooking dinner (P).
(b) Dinner (S)  is being cooked (by Don).
2. P는 핵심논항에서 빠지고 사격이 된다. 자동사절이 된다. 원래 A였던 것은 S가 된다.:73 이 구조의 의미는 원래 A였던 것을 강조하고 원래 P였던 것을 격하한다. 행동(action)이 피동작주를 포함하지만 거의 주목되지 않을 경우에 사용된다.:474 영어로 표현하기에는 어려운 부분이 있다.
(a) Don (A) is crushing a soda can (P).
(b) Don (S) is crushing. [은요수캔이 부서지고 있다는 의미를 내포한다.]
이중동사(ambitransitive verb)와는 다르다. 이중동사는 자동사이거나 타동사이다.
그러나 전 세계 언어에서 표현하는 행동들에 '수동태(passive)'와 '역수동태(antipassive)'라는 용어를 사용하는 데에는 문제가 있다. 예를 들어, 표준 유럽언어 수동태에 비해, 타 언어에서는 수동 구조(passive construction)라는 이름을 사용하는 것이 적절하다. 그러나 전세계 언어의 수동태와 비교하면, 공통점은 하나만이 아니다.:255
R. M. W. 딕슨(R. M. W. Dixon)은 수동태와 역수동태에 관한 다음 네 특징을 제시하였다.:146
1. 이 특징들은 기본 타동사절에 적용되며 파생된 자동사를 형성한다.
2. 수동태의 기본 P와 역수동태의 기본 A는 S가 된다.
3. 수동태의 기본 A와 역수동태의 P는 주변(periphery)이 되고 비핵심격(non-core case)이나 전치사(preposition) 등으로 표시된다. 이것들은 생략될 수 있지만 포함시키는 옵션은 항상 존재한다.
4. 구조를 표시하는 외현적인 표시장치가 있다.

딕슨은 이것이 일부 학자들이 수동태라고 명명한 구조를 배척한다는 것도 알고 있다.
또 다른 감축 방식으로는 재귀동사(reflexive verb), 상호(reciprocal), 역구조(inverse construction), 중성태(middle voice),  목적어 강등(object demotion), 명사 통합(noun incorporation), 목적어 통합(object incorporation)이 있다.:196–222

### 결합가 증강
이는 논항을 주변에서 핵심으로 가져오는 것이다.적용 태(applicative)와 사역형(causative)은 전형적인 결합가 증강 장치이다.:73

## 통사론에서의 결합가
결합가는 지난 수십년 동안 발전되어 온 많은 통사론 틀(syntactic framework)에서 중요한 역할을 하였다. 일반화구구조문법(generalized phrase structure grammar, GPSG),에서, 구 구조 규칙들 중 대부분은 한 특정 결합가를 통해 동사의 등급을 나누었다. 예를 들어, 다음의 구칙은 타동사의 등급을 나눈다.
VP → H NP [love]
H는 VP의 주요부(head)이다. 이는 VP와 같은 범주, 이 경우 동사를 공유하는 부분이다. 일부 언어학자들은 모든 결합가 패턴에 이런 규칙이 있을 것이라는 의견에 반대하였다. 이러한 리스트는 모든 규칙들이 공통적으로 특정한 자질을 갖는다는 사실을 놓치고 있다. 관할과 규제(government and binding, GB) 이론의 저작에서는 X-bar 이론(X-bar schema)이라는 도식(schema) 하나만을 가지고 이러한 모든 구조들을 발동하는 접근 방식을 취한다.
X′ → X, Y″...
X와 Y는 많은 다른 어휘 범주(lexical category)를 상징할 수 있다. 그리고 '′'라는 기호의 각 인스턴스는 막대(bar) 하나를 의미한다. 예를 들어, 'A′'는 AP, 즉 형용사구(adjective phrase)를 의미한다. 여기서는 보충어(compliment)로 사용된 막대 두 개에 대해 일부 언어학자들은 이를 어휘 범주의 최대투사(maximal projection)가 될 것이라고 생각한다. 이러한 도식은 특정 동사들의 다양한 패턴들을 구분하기 위하여 특정 어휘 규칙과 투사 원칙(projection principle)과 함께 조합하도록 의도되었다.
핵중심구구조문법(Head-driven phrase structure grammar, HPSG)은 규칙과 관련된 결합가 전체는 물론 결합가와 무관한 다른 규칙도 포괄하도록 설정된 도식(schemata)을 도입한다. 특정 어휘 항목(lexical item)에 관한 정보를 위한 한 네트워크가 개발되었다. 네트워크와 도상 중 하나는 특정 어휘 항목의 경합사를 정의하는 수많은 특정 규칙들을 포괄하도록 설계되었다.
'VP → H NP [love]' 규칙과 'X′ → X, Y″...' 도상은 비주어 보충어만을 다룬다는 사실에 주목해야 한다. 이는 상위의 통사적 틀들 전체는 주어를 유도하기 위하여 완전히 분리된 규칙이나 도식을 사용하기 때문이다. 이는 이들과 테스니에르의 결합가 간의 큰 차이점이다. 위에서 말했듯 테스니에르 이론은 주어를 포함한다.
또한 구문문법(construction grammar, CxG) 중 가장 널리 알려진 버전 중 하나는 주어를 다른 보충물들처럼 다루지만, 이는 인지과학(cognitive science)에서 통사론(syntax)보다는 의미론적 역할과 저작의 양립성에 더 강조점이 치우쳐져 있기 때문일 것이다.

## 같이 보기
- 논항
- 동사 (품사)
- 부가어